# Bill Farmer
William "Bill" Farmer, född 14 november 1952 i Pratt, Kansas, är en amerikansk röstskådespelare och komiker. Han har bland annat gjort rösterna till figurerna Långben och Pluto.